# Leopard 2E
Leopard 2E ili Leopard 2A6E (špa. 2 España, hrv. 2 Španjolska) je inačica njemačkog tenka Leopard 2A6 koji je prilagođen potrebama španjolske vojske (veća oklopna zaštita). Sam tenk je napravljen u suradnji španjolske i njemačke vojne industrije. Uveden je u oklopne i mehanizirane jedinice kao dio programa vojne modernizacije pod nazivom Programa Coraza 2000. Tim programom Leopard 2E je zamijenio stariji američki tenk M60 Patton u španjolskim oružanim snagama.
Program nabave tenka Leopard 2 i početak proizvodnje španjolske inačice 2E je započeo 1994. godine nakon što je krajem 1980-ih otkazan također zajednički projekt Lince. Španjolska Vlada je 1998. godine odobrila ugovor o nabavci 219 Leopard 2E tenkova, 16 oklopnih vozila za popravke i 4 vozila za trening. Prvih 30 tenkova proizvela je njemačka industrija Krauss-Maffei Wegmann a proizvodnju je pod licencom nastavila domaća tvrtka Santa Bárbara Sistemas koja je odabrana za glavnog konstruktora.
Planirano je da ukupna proizvodnja tenkova iznosi 2,6 milijuna radnih sati od čega 9.600 sati u Njemačkoj (u okviru ukupnih troškova od 2,4 milijarde eura). To pokazuje da je Leopard 2E jedna od najskupljih inačica Leoparda 2. U okviru ukupne proizvodnje, u Španjolskoj je realizirano 60% posla a seviljska Santa Bárbara Sistemas je vršila i finalno sklapanje.
Očekuje se da će Leopard 2E ostati u španjolskoj operativnoj uporabi do 2025. godine.

## Španjolski oklopni programi (1987. – 1993.)
Do 1987. godine španjolska vojska je koristila 299 tenkova AMX-30E. Riječ je o licencnoj inačici francuskog tenka AMX-30 kojeg je proizvodila domaća tvrtka Santa Bárbara Sistemas. Također, vojska je raspolagala i s 552 američka M47 i M48 Pattona. Potonje dvije verzije tenka smatrane su zastarjelima u španjolskim oružanim snagama tako da je 1984. odlučeno da ih se zamijeni novijim modelima. Kasnije je objavljeno da Španjolska namjerava proizvesti novi vlastiti glavni borbeni tenk pod nazivom Lince. Na javni natječaj se prijavilo pet tvrtki: zajednička prijava Santa Bárbare Sistemas i njemačkog Krauss-Maffei Wegmanna, francuski GIAT, američki General Dynamics i britanski Vickers Defence Systems. Američke i britanske ponude su odbijene a natječaj je službeno otkazan 1989. godine.
Tako je kao zamjensko rješenje za M47 i M48 odabran M60 Patton. Riječ je o tenkovima koji su povučeni iz službe u srednjoj Europi zbog odredbi sporazuma o konvencionalnim oružanim snagama u Europi. Međutim, iako je španjolska vojska trebala 532 tenka M60 i M60A1, u aktivnu službu dostavljeno ih je samo 244. Ministarstvo obrane je krajem 1980-ih odobrilo program modernizacije svojih 150 tenkova AMX-30E i rekonstrukciju preostalih 149. Paradoksalno je da niti jedan od M60 i AMX-30E tenkova nisu pokazali znatan napredak u odnosu na starije tenkove M47 i M48.
Zbog toga je Španjolska 1994. godine ušla u otvorene pregovore s Njemačkom o mogućnostima vojne suradnje dviju država u budućnosti (vezano uz proizvodnju novog španjolskog tenka). Nijemci su najprije ponudili višak tenkova Leopard 1 i sovjetsku vojnu opremu (zalihe iz DDR-a) ali Španjolci su odbili tu ponudu i tražili Leopard 2.

## Program Coraza 2000
Španjolsko Ministarstvo obrane je u ožujku 1994. godine pokrenulo Program Coraza 2000. Riječ je o programu nabave i integracije novog naoružanja s ciljem modernizacije španjolske vojske i njene pripreme za uvođenjem nove borbene tehnike. On je obuhvaćao novi glavni borbeni tenk Leopard 2E, borbeno vozilo pješaštva ASCOD te borbeni helikopter Eurocopter Tiger. Program je proširen nabavom 108 tenkova Leopard 2A4 koji su isporučeni 1995. godine.

## Leopard 2E
Leopard 2E temeljen je na modelu Leopard 2A6 koji uključuje dodatak na zatvaraču oklopa Leoparda 2A5 kupole. Ovaj oklop povećava debljinu oklopa tako da penetrator kinetičke energije mora putovati da bi oštetio dio kupole. Kao i Leopard 2S (namijenjen švedskoj vojsci), Leopard 2E ima povećanu debljinu oklopa na pozadini tenka kao i nagib ploče te prednji luk i krov kupole što tenku donosi težinu od blizu 63 tone. Zaštita tenka je povećana zbog dodatnog oklopa koji je napravljen tijekom njegove proizvodnje. Leopard 2E je jedan od najbolje oklopljenih inačica iz Leopardove obitelji tenkova koja je trenutno u operativnoj uporabi.
Glavno naoružanje tenka čini Rheinmetallov top L/55 kalibra 120 mm a može se zamijeniti topom većeg kalibra od 140 mm. Zapovjednik i topnik imaju identične termalne optičke sprave druge generacije koje su identične onima iz protutenkovskog projektila BGM-71 TOW. Među razlikama između Leoparda 2E i Leoparda 2A6 su: agregat za pokretanje motora (APU), klima uređaj te novi gumeni jastučići na gusjenicama koji služe produžavanju vijeka uporabe samih gusjenica na španjolskom neregularnom terenu. Oko 60% tenka Leopard 2E je proizvedeno u Španjolskoj što je mnogo više od primjerice Leoparda 2S čijih je svega 30% proizvedeno u Švedskoj.
Posljednji ugovor za proizvodnju španjolskih Leoparda potpisan je 1998. godine. Njime je ugovorena prosječna proizvodnja tenkova odnosno prosjek od četiri tenka mjesečno. Međutim, prvi Leopard 2E je proizveden tek 2003. godine. Razlog tome bila je fuzija između domaće vojne industrije Santa Bárbara Sistemas i američkog diva General Dynamicsa zbog čega je njemački Krauss-Maffei Wegmann odbio vršiti transfer tehnologije s konkurentskom kompanijom. Naime, General Dynamics je proizvođač tenka M1 Abrams koji je tržišni konkurent Leopardu 2.
Leopard 2E je u konačnici zamijenio sve svoje prethodnike uključujući i noviji Leopard 2A4. Sam model 2E postao je jednom od najskupljih inačica ikad napravljenih. Razlog tome je izvorni ugovor čija je ukupna vrijednost ugovorena na 1,91 milijardi eura ali se ukupna cijena popela na oko 2,4 milijarde.

## Korisnik
- Španjolska: španjolska kopnena vojska odnosno njene oklopne i mehanizirane jedinice koriste ukupno 327 Leoparda 2 odnosno 219 licencno proizvedenih Leoparda 2E (Leopard 2A6)[1] i 108 rabljenih njemačkih Leoparda 2A4.[5] Španjolska je potonje tenkove ponudila Peruu za potrebe testiranja u svrhu uvođenja novog tenka u njihove oružane snage.[6] Međutim, u rujnu 2013. godine Leopard 2A4 je diskvalificiran zbog logističkih kompleksnosti.[7]

## Vanjske poveznice
- Carro de combate Leopard 2E
- Historia del Leopard 2 en Espana